# Craugastor xucanebi
Espèce
Synonymes
- Eleutherodactylus xucanebi Stuart, 1941

Statut de conservation UICN

 VU B1ab(iii) : Vulnérable
Craugastor xucanebi est une espèce d'amphibiens de la famille des Craugastoridae.

## Répartition
Cette espèce est endémique du Guatemala. Elle se rencontre de 600 à 1 300 m sur la Sierra de las Minas dans le département d'Alta Verapaz.

## Étymologie
Cette espèce est nommée en l'honneur du Cerro Xucaneb, point culminant de la Sierra de Xucaneb.

## Publication originale
- Stuart, 1941 : Two new species of Eleutherodactylus from Guatemala. Proceedings of the Biological Society of Washington, vol. 54, p. 197-200 (texte intégral).